# Rènnas
Rènnas o Rènnas del Castèl/del Castèlh (forma local) (nom occità; el nom oficial francès és Rennes-le-Château) és una vila de la regió d'Occitània, al departament de l'Aude, al districte (o arrondissement) de Limós, dins el cantó de Coisan, amb 111 habitants. La vila és al cim d'un turó, prop de Coisan, i s'hi arriba per una carretera secundària en pujada. La superfície del terme és de 1.470 hectàrees, i es troba a una altitud de 435 metres sobre el nivell del mar.
Des del límit del poble, prop de la torre Magdala, es gaudeix d'una esplèndida panoràmica de tota la vall. El poble té una església notable dedicada a santa Magdalena, amb un dimoni a l'entrada i una estàtua amb calavera.

## Història
La ciutat era coneguda antigament com a Rhedae, Castellum Redae (cap a l'any 1000), Redes, Castrum Rades, Reddae, Castel de Redas (cap al 1130), Rehennas (segles xv i xvi) i Rennes (1778).
A Rènnas del Castèlh, s'hi ha trobat algunes restes prehistòriques i romanes. Es pensa que fou la darrera capital del Regne visigot quan els sarraïns ja havien conquerit tota la Tarraconense i gairebé tota la Septimània, i es creu que aquí es va amagar el tresor visigot que mai s'ha trobat, però que ha donat peu a llegendes i a la presència d'investigadors i buscadors de tresors a la vila. Se l'identifica amb la ciutat de Rhedae, capital del comtat de Rasès, amb la història del qual es confon. En desaparèixer el comtat, la vila va perdre importància i avui és un poblet que viu del turisme i de l'agricultura.

## Temps dels Càtars
Rènnas del Castèlh tampoc no es va lliurar del malson de la croada; aquesta població Simó de Monfort la va assetjar després de conquerir Tèrme, i la va sotmetre sense resistència, encara que va massacrar els seus habitants, així com la guarnició del vell castell de Costauçan. Des de llavors i fins ben entrada l'edat contemporània, aquest poble va passar desapercebut en els annals històrics, fins que, l'any 1885, el seu rector Berenger Saunière, va protagonitzar un sensacional descobriment mentre es duien a terme unes restauracions a l'església parroquial. Es tractava d'un formidable tresor, que l'abat va aconseguir en el més gran dels secrets, i amb el qual va poder afrontar una sèrie de reparacions i obres, que reclamaren aviat l'atenció de la feligresia, i també dins de la mateixa església.

## Veritat o llegenda?
Sembla que no era només un tresor material, sinó també d'uns documents plens de coneixements gnòstics, la lectura dels quals animà el capellà a desplaçar-se a París, on freqüentà els ambients esotèrics de finals del segle xix. Entre aquests enigmàtics pergamins hi ha algun dels innombrables secrets que segueixen gravitant en l'atmosfera de Rènnas del Castèlh; entre ells, la teoria que sustenta que la filla de Jesucrist i de Maria Magdalena va contraure matrimoni amb el primer monarca merovingi, i que els seus descendents serien, per tant, segons aquesta hipòtesi, els autèntics hereus de la Corona capeta, emparentats amb l'estament més sagrat del cristianisme per la sang de Crist a través del Grial (el sant calze d'on Jesús i els seus apòstols van beure el vi consagrat del Sant Sopar); amb tot plegat, s'advocava a favor de la tesi d'una genealogia merovíngia, que hauria convertit en legitima una reivindicació al tron de França.

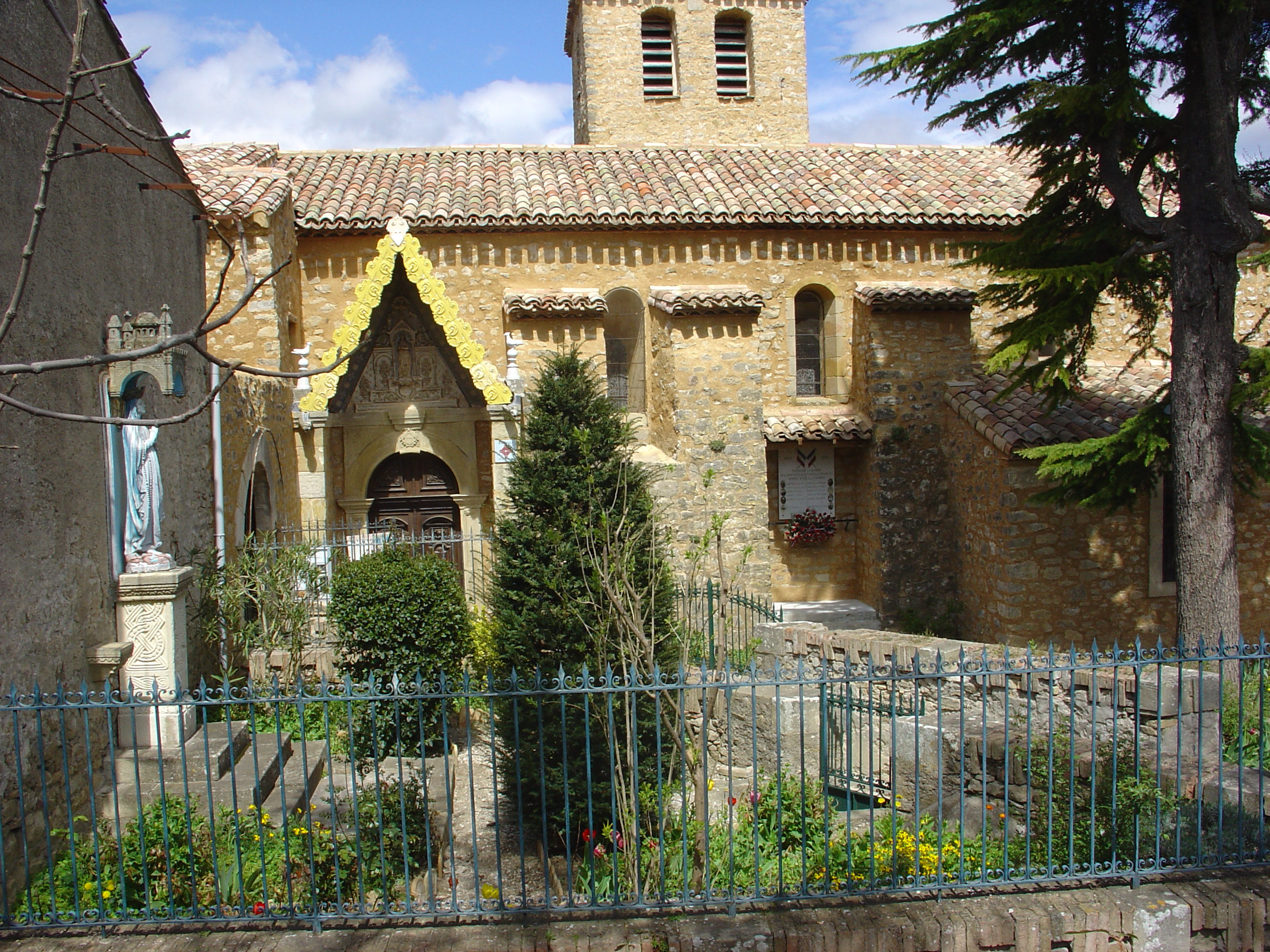
Església de Santa Magdalena
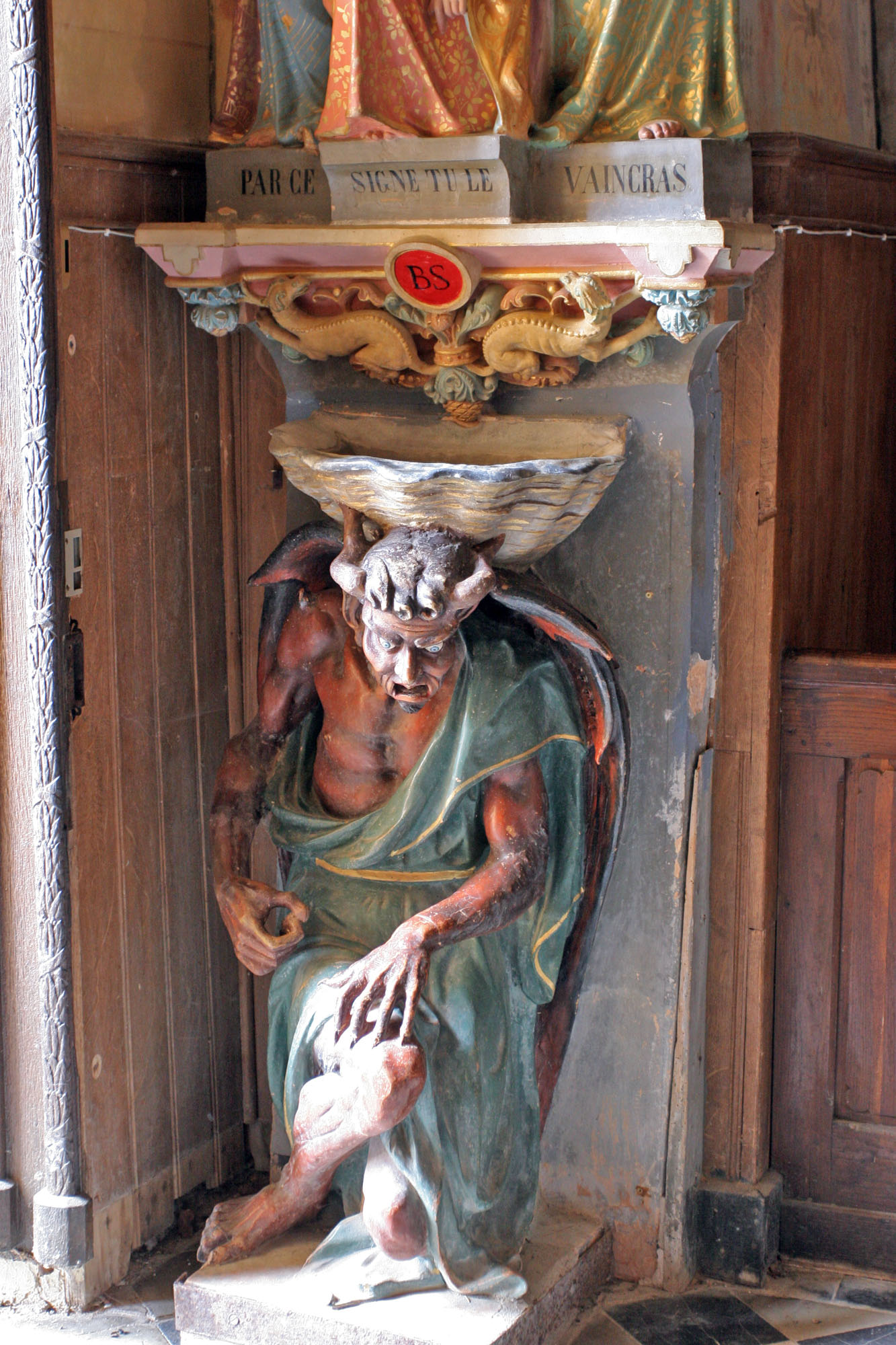
Dimoni a l'església
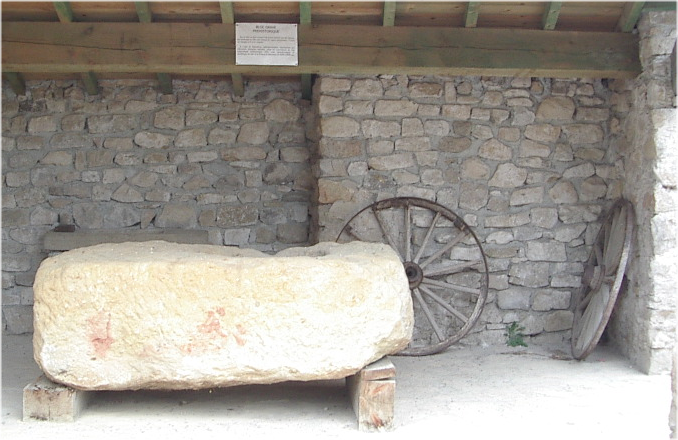
Pedra prehistòrica al mig de la vila